# ゼネラルモーターズによる路面電車廃止陰謀説

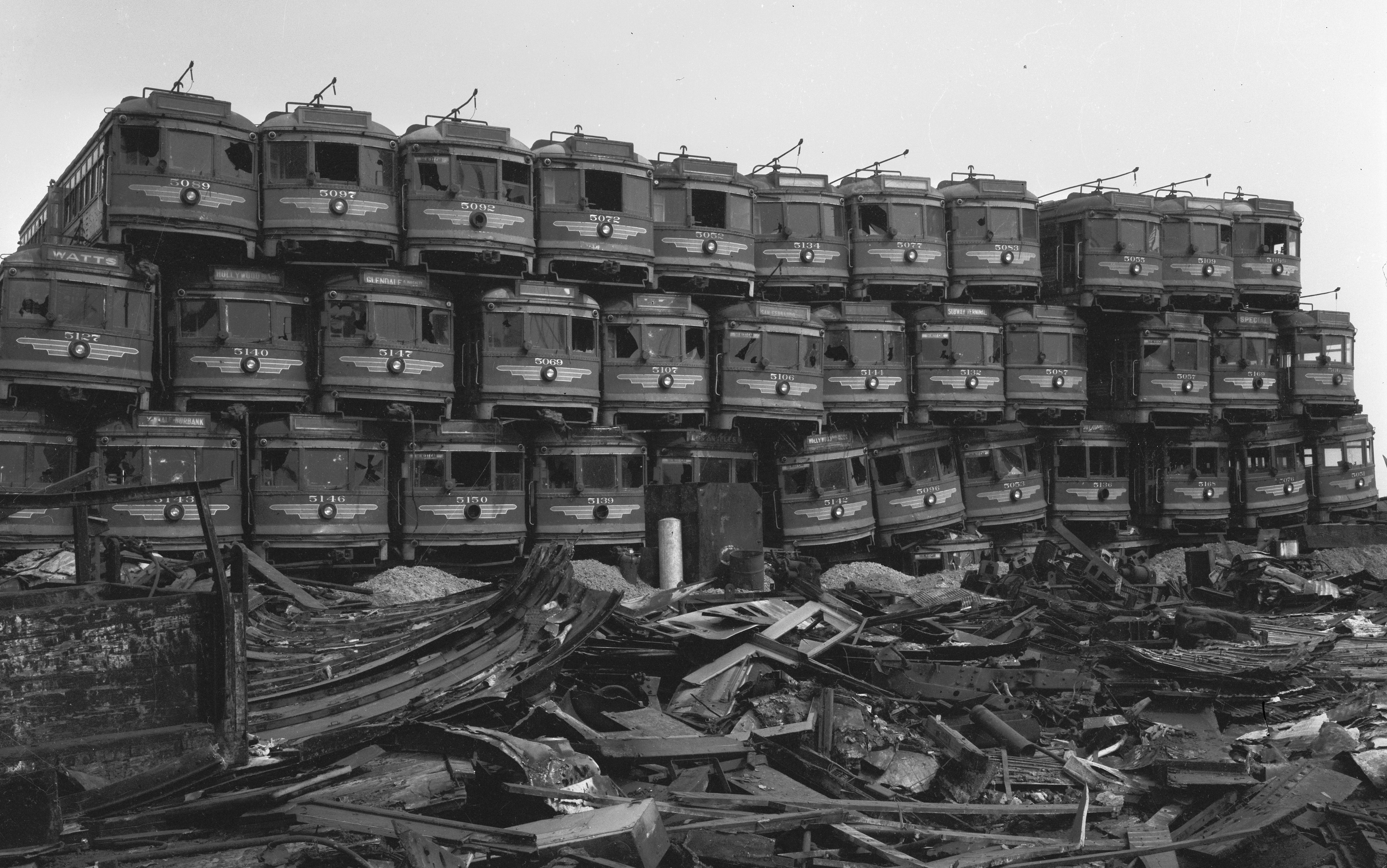
パシフィック電鉄の電車がスクラップ置き場に山積みされている様子、1956年

ゼネラルモーターズによる路面電車廃止陰謀説（ゼネラルモーターズによるろめんでんしゃはいしいんぼうせつ、英語: General Motors streetcar conspiracy）とは、ゼネラルモーターズ、ファイアストン、シェブロン、フィリップス石油（Phillips Petroleum Company、後のコノコフィリップス）などによって設立されたナショナル・シティ・ラインズ社（NCL: National City Lines）によって20世紀中ごろにアメリカ合衆国中の路面電車網が買収され、廃止されてバスに置き換えられたという陰謀論である。この陰謀論では、NCL社にはアメリカの一般大衆に自動車を買わせようとする隠れた意図があったものとされている。
NCLに買収された各路面電車網に対して、他社のものではなくGM製のバスを買わせようとした陰謀でシャーマン法に違反したとして有罪となり、ゼネラルモーターズは5000ドル、各重役は1ドルの罰金を科されたことは事実であるが、NCLが所有していない路面電車網でも路線の廃止が進められていたため、この罰金は路面電車を廃止したことに対するものではなかった。

## 陰謀論の背景
1936年から1950年にかけて、NCL社は45都市で100以上の電気鉄道を買収した。これにはデトロイト、ニューヨーク、オークランド、フィラデルフィア、フェニックス、セントルイス、ソルトレイクシティ、タルサ、ボルチモア、ミネアポリス、シアトル、ロサンゼルスなどが含まれている。そしてNCL社はこれらの路面電車をGM製のバスへと置き換えた。この話は書籍の「ファストフードが世界を食いつくす」や映画の「ロジャー・ラビット」の中でも取り上げられている。ブラッドフォード・スネル (Bradford Snell) という人物が1974年に上院公聴会で証言したことが、今日のアメリカの大衆文化におけるこの陰謀論の定着をもたらしている。
この話では、カリフォルニア州において大規模な電鉄網の廃止が行われた後に州間高速道路の最初の建設が始まったことから、州間高速道路をもう1つの犯人であるとしている。

## 陰謀論に対する他の説
他の説では、内燃機関の発明とそれに伴う自家用車とバスの進出によって路面電車は消滅したのだというものがある。一時期、人口1万人以上のアメリカの都市はほとんど全てに路面電車の会社が存在していた。この時期、全体の95%の路面電車網が私有であった。「ゼネラルモーターズが陰謀をめぐらして、『効率的な』路面電車を『汚い』バスに置き換えて、国中の交通を破壊した」というスキャンダル提唱者の説は事実ではなく、「多くの本や記事で取り上げられている」というのも事実ではない。
「ゼネラルモーターズは多くの交通企業の株を確かに買ったが、しかしその目的は単に既に路面電車からバスへ転換していたこれらの会社に対して自社ブランドのバスを買わせようとすることであった。このことに対する単純な証拠としては、ゼネラルモーターズはアメリカ中の公共交通網のごく一部しか支配していなかったし、1949年以降は全く支配していなかったことが挙げられる」

### 資本コスト
電動機は内燃機関に比べてはるかに単純であり、また舗装道路の上をゴムタイヤで走行する自動車ほど凝ったスプリング機構を鉄のレールの上を走る鉄道車両は必要としていないので、路面電車それ自体はバスよりも保守に経費が掛からず、はるかに耐用年数が長い。1930年代の古典的なPCCカーは1970年代に至るまでトロント、サンフランシスコ、フィラデルフィア、クリーブランドで運用されており、サンフランシスコ市営鉄道では今でもなお毎日運行している。しかしながら、路面電車の会社は自分たち自身の線路を自前で保守しなければならないのに対して、バスは公的に保守されている公道を走行する。これに加えて、線路や架線を保守するためには運行を中断しなければならず、ある期間運賃収入が得られなくなる上にその間にバスや自家用車への旅客の逸走を招く。世界恐慌の期間中、路面電車の会社は資本市場から資金を獲得することが困難であったため、コストの掛かる線路や架線の保守作業を行う費用を調達することはほとんど不可能であった。需要が低い上に路面電車の会社は大衆に不人気であったため（下記を参照）、運賃を値上げすることは難しく、バスへ転換することが望ましいとされた。

### 人件費
バスを導入することによるより大きなコスト削減は、その当時の労働法制によるものであった。全国労働関係法が導入されるはるか以前から、多くの州で路面電車網は規制事業とされ、その従業員に団体交渉権が与えられていた。結果として、1910年代から1930年代にかけて、車掌の乗務を廃止してワンマン運転に移行しようとした路面電車網は交通関係の労働組合のストライキに遭うことになった。一方で、交通関係の労働組合は通常バスに対しては2人乗務を要求しなかった。このためバスに転換することで莫大な人件費削減の可能性があり、多くの交通事業者がトロリーバスや内燃機関式のバスへと転換を促されることになった。

### 混雑
1910年代後半頃から、まず都市の中心業務地区から、後には都市の他の地域でも、自動車の渋滞は専用の交通路を持たない交通事業者にとって著しく妨害となるほど酷くなってきた。ロサンゼルスのダウンタウンにおける渋滞は1920年代前半にはとても酷くなってきていたので、パシフィック電鉄は自己資金でハリウッドやサンフェルナンド・バレーへの系統が利用する全長1マイルほどの地下鉄を建設したが、これらの路線は利益が出るものではなかった。自動車の渋滞は公共交通機関の車両を遅らせて、乗客にとっての利便性を低下させ、自動車への転換を招き、より増加した自動車がさらに公共交通機関の利便性を悪化させた。これはバスに対しても路面電車にとっても同様に働いたが、バスは混雑の少ない経路に変更することができたのに対して、路面電車やトロリーバスが経路を変更するためには建設工事が必要であった。

### 乗合タクシー・独占・公営化
バスが実用的に運行されるようになると間もなく、乗合タクシーが路面電車の競合者として出現した。乗合タクシーは、しばしば路面電車と同じ経路で運行しながら、表通りから奥に入り込んで乗客を集めていた。経済学者のウィリアム・フィシェル (William Fischel) は、貧困層の移動可能性がバスにより向上したことが、1920年代の都市ゾーニングに関する法令の広がりの原因であるとしている。なぜならば、公共交通に依存した層は路面電車の路線から徒歩圏内に住む必要がなくなり、それまでは距離の問題でアクセス不可能であった地域に住宅を建設することが可能になったからである。これに対応して、多くの路面電車事業者はその路線沿いの公共交通に対して独占権を獲得しようと動き、そして実際に獲得した。例えば、パシフィック電鉄はロサンゼルス市議会にうまく働きかけて、乗合タクシーが市内で営業することを禁止することに成功した。競争がなくなったことにより、多くの路面電車会社は利益のあまりない路線での営業を削減し、または廃止し、利益の上がる路線では運賃値上げを行った。
サミュエル・インスル (Samuel Insull) やヘンリー・ハンティントン (Henry E. Huntington) といった交通事業家は、これまでの恨みに加えてこのサービス削減・運賃値上げにより、多くの郊外の自治体で乗合タクシーの会社を立ち上げるに至った。例えば、1920年代から1930年代に掛けて、パシフィック電鉄の実施した運賃値上げとサービス削減により、サンタモニカ、カルバー・シティ (Culver City) 、モンテベロ、トーランスなどといったロサンゼルス郊外の都市で市営バスが設立されることになった。こうした動きは都市中心部における路面電車独占に対しても挑戦するようになった。ロサンゼルスでは、労働者中心の連合が市営バスを設立する住民投票を成立させることにほぼ成功した。ニューヨークでは、フィオレロ・ラ・ガーディア (Fiorello H. La Guardia) が市の主要な路面電車事業者であるニューヨーク鉄道 (New York Railways) とブルックリン・マンハッタン・トランジット (Brooklyn-Manhattan Transit Corporation) を非難し、市によるバス運行と市が所有する地下鉄であるIND (Independent Subway System) の拡張を擁護した。シカゴにおいて1920年代頃から要求されていた市営化は最終的に1946年に実施され、これもまた路面電車の廃止につながった。

### 電力事業からの分割
大恐慌の時代に流行った経済的なポピュリズムもまた、1935年公益事業会社法 (Public Utility Holding Company Act of 1935) という形で路面電車会社に大きな負の影響を与えた。路面電車会社はしばしば単独では最大の電力需要者であったため、電力会社に部分的に所有されている場合が多く、時には完全子会社であることもあった。このため電力会社は電力を路面電車会社にかなり割引された価格で販売していた。公益事業会社法が成立したことにより、電力会社は路面電車網を分割させられることになった。独立した路面電車会社は、かつての親会社から通常料金で電力を購入しなければならなくなり、元から薄かった利益をさらにそぎ落とすことになった。

### 道路建設
連邦政府が高速道路の建設に対して支給した補助金は、多くの人が思っているほど路面電車に大きな影響を与えてはいない。連邦補助高速道路法が成立する前には、連邦の道路建設投資は主に地域間道路に対して投じられており、地域内道路に対してではなかった。連邦政府が高速道路を建設するためにガソリン税から支出していたのに対して、州と地方自治体は通常都市内の道路の建設と改良に一般会計から多額の支出をしていた。しかしながら、道路の使用者に対して特別税が課される場合もあった。もっとも単純に道路使用者であると認識できるのが路面電車の会社であったため、しばしば路面電車会社がこの特別税の最大の納税者となっていたが、この税収により舗装され、改良された道路は路面電車会社の利益にはつながらなかった。多くの地域で、交通渋滞を緩和しようとすることがこうした努力がなされるきっかけとなった。自動車会社に強く後押しされた多くの議員や首長が、路面電車や鉄道から自動車やトラックへのモータリゼーションを加速しようとした。

### 郊外化
1880年代から、アメリカの路面電車会社は郊外化を促進する役割を果たしてきた。ロサンゼルス鉄道 (Los Angeles Railway) のオーナーで、パシフィック電鉄の親会社であるサザン・パシフィック鉄道の大株主でもあるヘンリー・ハンティントンは、路面電車の運行を彼の関係者が所有する郊外の未開発の土地の価値を大幅に引き上げる手段として利用した。この利益の大半はハンティントンに渡された。しかしながら、多くの地域ではゾーニングの法律により核家族向けの住宅以外の居住設備の建設ができなかった。ゾーニングの法律は1910年代に登場し、1926年の最高裁判決 (Village of Euclid, Ohio v. Ambler Realty Co.) を受けて広く制定された。連邦住宅管理公団 (Federal Housing Administration) の設立以前は、一般に裕福な人だけが郊外の家に対して住宅ローンを受けることができた。このため郊外には裕福な人々のみが居住するようになり、こうした裕福な人々は一般に、最初に自家用車に乗るようになる人々であった。結果として、インターアーバンの路面電車は利益が出なくなった。よく知られたインターアーバンの会社であるパシフィック電鉄は、実質的に全ての路線で利益が出せなくなり、特にロサンゼルスのダウンタウンからオレンジ郡、サンフェルナンド・バレー、サン・ガブリエル・バレー (San Gabriel Valley) へ向かう長距離路線は酷く、路面電車会社はこうした路線を、1920年代初期には完全に廃止してしまうかバスに転換した。

## 結論
ロサンゼルスにはかつて、レッド・カー（パシフィック電鉄）とイエロー・カー（ロサンゼルス鉄道）と呼ばれる、2つの異なる路面電車網があった。ナショナル・シティ・ラインズはイエロー・カーのみを所有していたが、どちらも最終的には廃止に至った。2つの路面電車網は、旅客がしばしば相互に接続して利用しており、ある路線におけるサービスの低下が他方の路線をも自動車に比べて不便にしてしまうことがあったということは特筆する価値がある。とにもかくにも、この時期のアメリカではどこでも自動車保有率が上昇しており、これはゼネラルモーターズが路面電車網を買収した都市でも、しなかった都市でも同様であった。
1947年4月9日、9つの会社と7人の個人（被告企業の関係者と重役からなる）が、シャーマン法に関連して2件で南カリフォルニア連邦地域裁判所に起訴された。この訴えは要約すれば、多くの交通企業を支配下において交通企業の独占を形成し、シティ・ラインズの所有する企業へのバスやその部品の販売を独占しようと企てたというものであった。
訴訟は、供給側のファイアストン、カリフォルニア・スタンダード石油、フィリップス、ゼネラルモーターズ、フェデラル・エンジニアリング、マック (Mack) と、その子会社であるナショナル・シティ・ラインズ、パシフィック・シティ・ラインズ、アメリカン・シティ・ラインズに対してのものであった。
1948年、連邦最高裁は下級審の判決を覆し、南カリフォルニア連邦地域裁判所から北イリノイ連邦地域裁判所への訴訟地変更を認めた。
1949年、被告人は1件目の交通サービスを独占しようとした件については無罪を勝ち取ったが、2件目の子会社への部品供給を独占しようとした件については有罪となった。各企業は5000ドル、各重役は1ドルの罰金を課された。
この判決は、1951年の上訴審でも維持された。

## 関連書籍
- Adler, Sy  "The Transformation of the Pacific Electric Railway: Bradford Snell, Roger Rabbit, and the Politics of Transportation in Los Angeles." Urban Affairs Quarterly, Volume 27, Number 1, 1991.
- Bottles, Scott L. Los Angeles and the Automobile, University of California Press, 1987. ISBN 0-520-05795-3.
- Black, Edwin "Internal Combustion: How Corporations and Governments Addicted the World to Oil and Derailed the Alternatives," especially Chapter 10, St. Martins Press 2006
- Cato Institute, "A Desire Named Streetcar:  How Federal Subsidies Encourage Wasteful Local Transit Systems."
- Fischel, W.A. (2004).  "An Economic History of Zoning and a Cure for its Exclusionary Effects," Urban Studies 41(2), 317-40.
- Goddard, Stephen B. Getting There: The Epic Struggle between Road and Rail in the American Century, Basic Books, 1994
- Hanson, S. and Giuliano, G. editors (2004). The Geography of Urban Transportation, Third Edition. The Guilford Press. ISBN 1-59385-055-7
- Kwitny, Jonathan, "The Great Transportation Conspiracy: How GM and its Allies Dismantled America's Mass Transit," Harper's, February 1981, pp. 14-15, 18, 20, 21
- Kunstler, James Howard (1994). The Geography of Nowhere: The Rise and Decline of America's Man-Made Landscape. Free Press. ISBN 0-671-88825-0
- Norton, Peter D. Fighting Traffic: The Dawn of the Motor Age in the American City, MIT Press, 2008. ISBN 0-262-14100-0
- Snell, Bradford C. American Ground Transport: A Proposal for Restructuring the Automobile, Truck, Bus and Rail Industries. Report presented to the Committee of the Judiciary, Subcommittee on Antitrust and Monopoly, United States Senate, February 26, 1974, United States Government Printing Office, Washington, 1974, pp. 16-24.
- Slater, Cliff (1997).  "General Motors and the Demise of Streetcars," Transportation Quarterly 51.  Puts forth the argument that the streetcar was eliminated by the market.
- Thompson, Gregory Lee (1993). The Passenger Train in the Motor Age: California's Rail and Bus Industries, 1910–1941. Ohio State University Press, Columbus, OH. ISBN 0-814-20609-3